# موریتس اسپرنجر
موریتس اسپرنجر (انگلیسی: Moritz Sprenger؛ زادهٔ ۲۲ فوریهٔ ۱۹۹۵) بازیکن فوتبال اهل آلمان است.
از باشگاه‌هایی که در آن بازی کرده‌است می‌توان به باشگاه فوتبال وولفسبورگ اشاره کرد.